# Rose Matafeo
Rose Catherine Lettitia Matafeo (Auckland, 25 febbraio 1992) è un'attrice, comica e sceneggiatrice neozelandese.

## Biografia
Rose Matafeo è nata e cresciuta nei pressi di Auckland, ha cominciato ad esibirsi come comica all'età di quindici anni. È nota soprattutto per aver scritto, ideato e interpretato la serie della BBC Starstruck - Colpita da una stella.

## Filmografia parziale

### Cinema
- Breaker Upperers - Le sfasciacoppie (The Breaker Upperers), regia di Madeleine Sami (2018)

### Televisione
- Starstruck - Colpita da una stella (Starstruck) - serie TV, 18 episodi (2021-2023)

### Doppiaggio
- Oceania 2 (Moana 2), regia di David Derrick Jr. (2024)

## Doppiatrici italiane
- Perla Liberatori in Starstruck - Colpita da una stella
- Giulia Luzi in Oceania 2